# Ковил
 Тази статия е за селото.  За светилището вижте Ковил (светилище).  
Ковил е село в Южна България. То се намира в община Крумовград, област Кърджали.

## География
Село Ковил се намира в планински район.

## Население
Численост и дял на етническите групи според преброяването на населението през 2011 г.:
|                     | Численост | Дял (в %) |
| Общо                | 54        | 100,00    |
| Българи             | 0         | 0,00      |
| Турци               | 46        | 85,18     |
| Цигани              | 0         | 0,00      |
| Други               | 0         | 0,00      |
| Не се самоопределят | 0         | 0,00      |
| Неотговорили        | 8         | 14,81     |

## Културни и природни забележителности
Близо до селото е разположен Праисторическият култов комплекс Ак Кая, оформено около венец от бели вулканични скали (вулканични туфи), който се издига върху билото на каменист хребет. На западната страна на хребета личат следи от суха зидария под формата на стена, преграждала достъпната страна. На билото в скалите са изсечени множество съоръжения с култово предназначение – жертвеници, улеи, голяма, добре запазена шарапана, ниши и други култови издълбавания. Откритият керамичен материал е датиран от Халколита, късната Бронзова и ранната Желязна епоха. При проведените в периода 1991 – 1993 година са организирани теренни археологически изследвания е открит и един праисторически антропоморфен идол. Обектът все още не е цялостно проучен и представлява изключителен интерес за археолозите.
Координати: 41°31'13"N 25°39'52"E